# Jacques d'Arthois

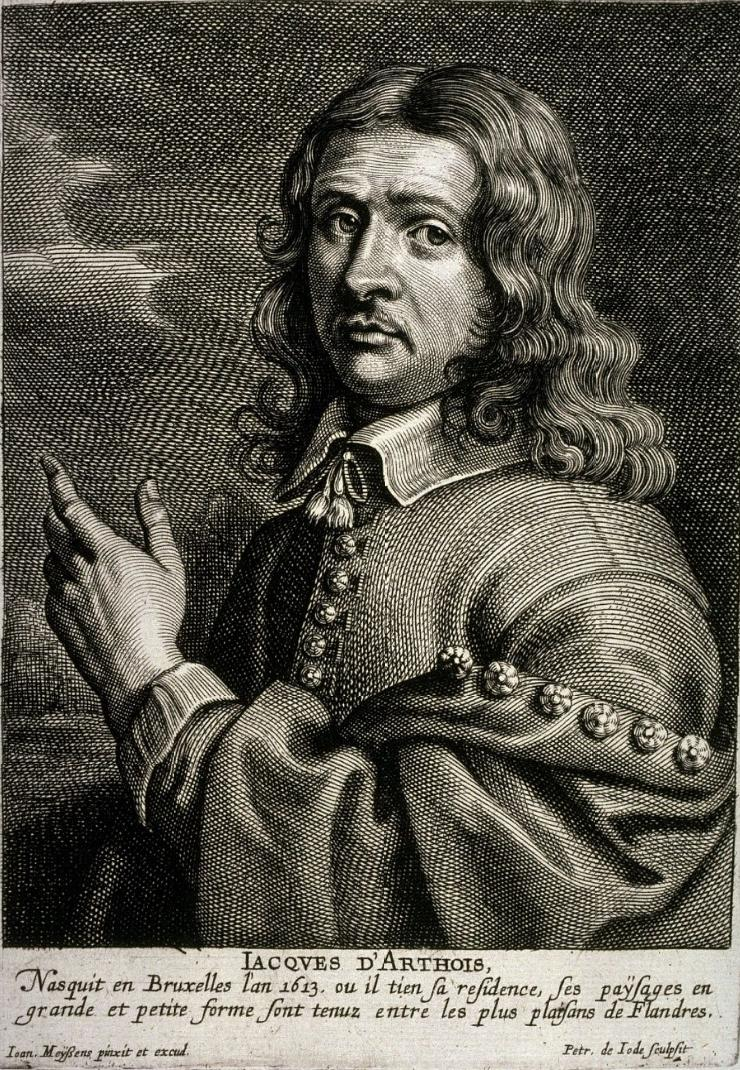
Ritratto di Jacques d'Arthois, incisione di Jan Meyssens e Pieter de Jode II

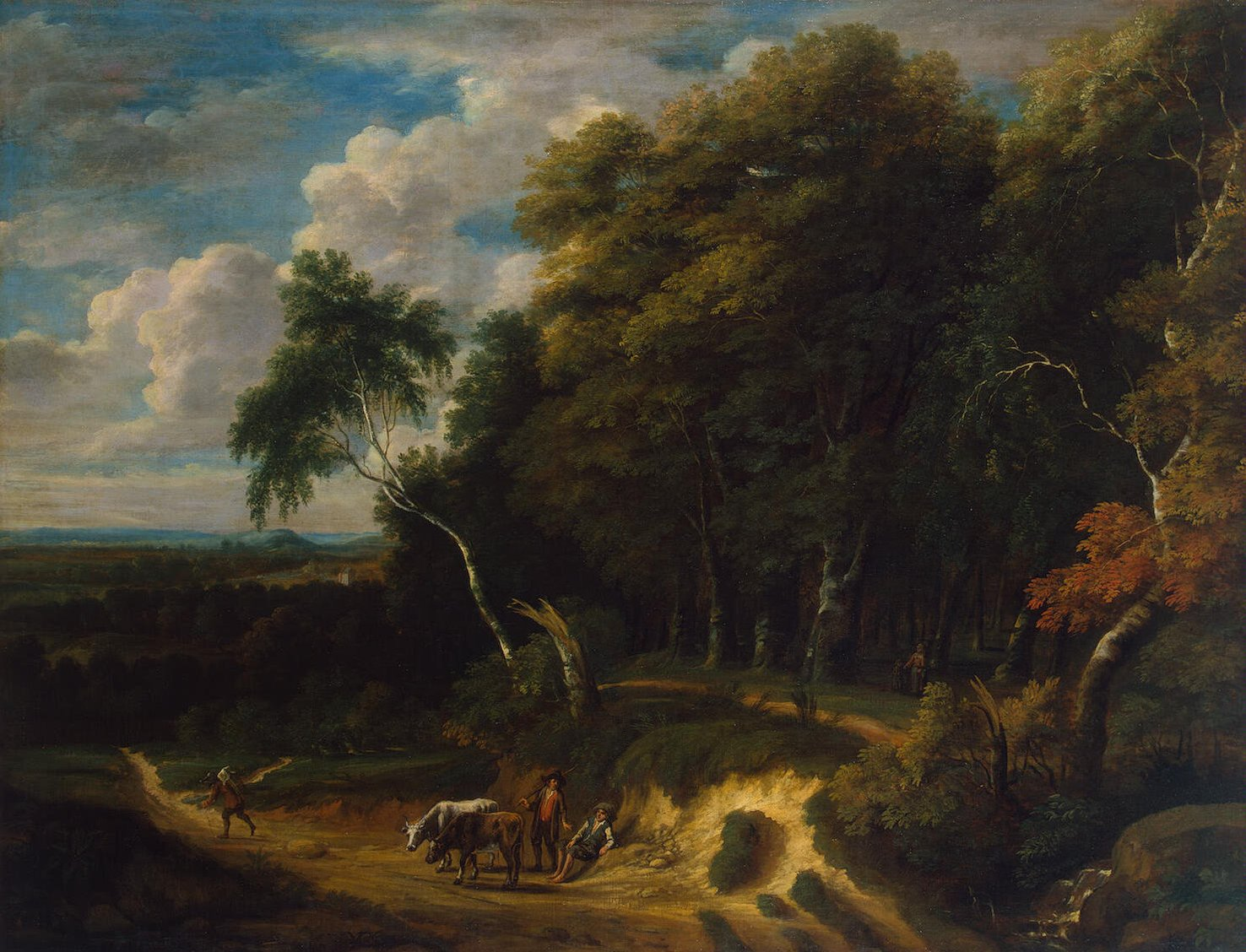
Paesaggio con mandria

Jacques d'Arthois (Bruxelles, 1613 – Bruxelles, maggio 1686) è stato un pittore fiammingo.

## Biografia
Dal 1626 fu allievo di Jan Mertens, anche se il decisivo impulso nello sviluppo del suo stile lo ricavò da Lodewyck de Vadders. Dal 1634 fu maestro indipendente, registrato nella corporazione dei pittori di Bruxelles.
Dal 1655 lavorò anche come disegnatore di cartoni per la manifattura d'arazzi di Oudernarde.
A differenza dello stile allora in voga in Olanda, basato sull'indagine realistica del paesaggio, Jacques d'Arthois seguì piuttosto la tradizione fiamminga del paesaggio idealizzato, arrivando a diventare il più importante artista in questo genere a Bruxelles.
Le figure di "staffage" dei suoi dipinti, quegli animali e personaggi cioè che nel genere del paesaggio davano l'idea della scala di rappresentazione, erano sempre eseguiti per lui da altri artisti, come David Teniers il Giovane e Mattheus van Helmont.